# Longueuil
Longueuil är en stad i den kanadensiska provinsen Québec. Longueuil är en förort till miljonstaden Montréal och ligger på Saint Lawrenceflodens södra strand mittemot Île de Montréal. Longueuil har 254 483 invånare (2021) och en befolkningstäthet på 2200 personer/km², vilket gör den till den femte största staden i Québec och den nittonde i Kanada. Staden upptar en landarea på 115,77 km².

## Historik
Olika förklaringar har givits på stadens namn. Enligt en populär version ska staden i mitten av 1600-talet ha fått sitt namn efter det som då var en by utanför Dieppe i Normandie.
Efter en stor administrativ reform i Québec slogs Longueuil den 1 januari 2002 samman med sina grannstäder Boucherville, Brossard, Greenfield Park, LeMoyne, Saint-Bruno-de-Montarville, Saint-Hubert och Saint-Lambert. Dessa städer blev arrondissement (engelska boroughs) i den nybildade staden, med undantag för Saint-Lambert och Le Moyne (stavningen ändrades 2002), som tillsammans bildade ett arrondissement. Den gamla staden Longueuil blev arrondissementet Le Vieux-Longueuil (populärt kallat Longueuil propre, "egentliga Longueuil"). I en folkomröstning den 20 juni 2004 röstade dock invånarna i Boucherville, Saint-Lambert, Saint-Bruno-de-Montarville och Brossard för att lämna den nya stadsbildningen och återbilda de tidigare. Delningen trädde i kraft 1 januari 2006, då också Le Moyne överfördes till Le Vieux-Longueuil. Longueuil och de avstyckade kommunerna bildar nu Agglomération de Longueuil.

## Transporter och näringsliv
Majoriteten av Longueuils invånare pendlar till sina arbetsplatser i Montréal. Saint Lawrenceflodens bredd har gjort broförbindelser mellan stadskärnan och förorten dyra, och dagens förbindelser, fyra bilbroar och en biltunnel, bildar en flaskhals som varje dag orsakar trafikköer. Longueuil förbinds också med stadskärnan med tunnelbana, buss och pendeltåg.
I Longueuil finns flera universitetscampus och sjukhus, och staden har åtminstone två lokaltidningar.
Betydande arbetsgivare är Bombardier, Héroux-Devtek och Pratt & Whitney. Den kanadensiska rymdmyndigheten Canadian Space Agency har sitt säte i Longueuil.